# Melquíades Brizuela Hidalgo

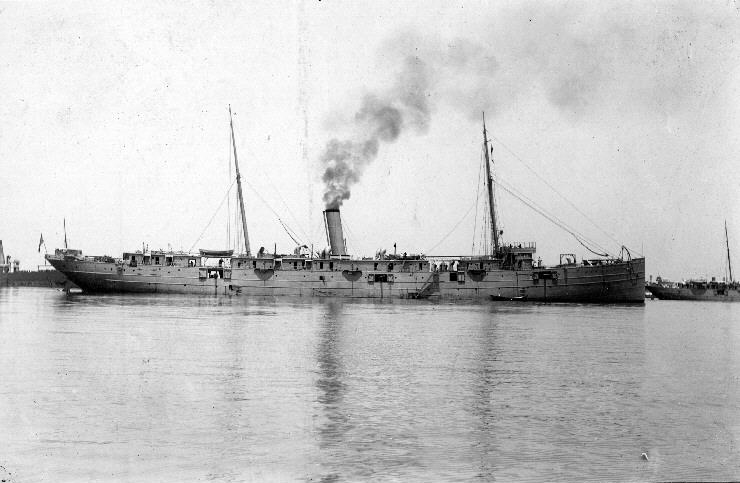
Fotografía del USS Yosemite en 1898.

Melquíades Brizuela Hidalgo (Valladolid, 1868-Cádiz, 1919) fue un cocinero y escritor español que destacó por su capacidad culinaria (llegando a servir inclusive a la familia real española) además de por los registros que este realizaba sobre sus platos y experiencias.
Participó en la guerra hispano-estadounidense de 1898 como cocinero en el vapor Antonio López, realizando exitosamente varios viajes a Cuba a las órdenes del capitán Ginés Carreras.

## Primeros años
Los primeros pasos en su carrera sucedieron durante su aprendizaje en el Grand Hotel de la Poste en Pau, Francia, pasando por la casa Rothschild y el Grand Hotel Continental de París.
En el año 1887 sirvió su primer banquete como director al millonario Carlos Casado del Alisal, con 200 cubiertos, en el Ayuntamiento de Palencia.
Con las Mensajerías Marítimas Francesas realizó un viaje a Australia en el vapor Melbourne en 1888, y a su regreso entró en la Casa Lhardy, en Madrid.
Ayudó a la realización de un banquete en el Palacio Real el 22 de mayo de 1888, además de trabajar en el Gran Hotel de Madrid, en Sevilla y en el Savoy Hotel de Londres.
En 1888 ingresa en la Compañía Transatlántica, siendo segundo cocinero hasta 1890 y primer cocinero desde 1895 hasta 1905. El 20 de diciembre de 1896 salió de Barcelona hacia Manila con 2.369 personas, lo que supuso 155.754 comidas servidas en un mes.

## Guerra hispano-estadounidense
Después de la explosión del USS Maine en el puerto de La Habana, los Estados Unidos declararon la guerra a España el 25 de abril de 1898, debido a que consideraban que habían tenido que ver en la destrucción del buque, comenzándose así el conflicto.
Melquíades se alistó como voluntario, siendo destinado al vapor Antonio López, el cual sería uno de los primeros buques de la Armada Española con casco de acero y uno de los primeros del mundo dotado de luz eléctrica.
Fue atacado a finales de junio de dicho año en las costas de Puerto Rico por el USS Yosemite cuando se acercaba al puerto de San Juan. Consiguió sobrevivir al ataque de los americanos, quienes abandonaron sus planes de invasión de la ciudad durante un tiempo debido a que los españoles habían reforzado la plaza.

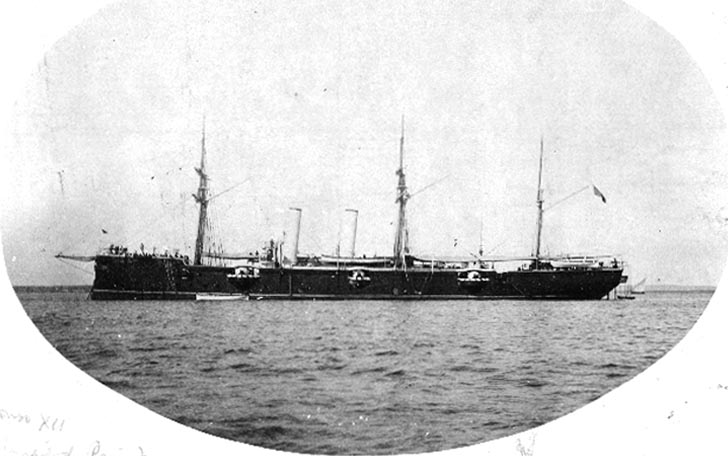
Fotografía del crucero desprotegido Alfonso XII, en el que Melquíades recibió a la Casa Real de España el 5 de febrero de 1912 en Ferrol.

Pasó a las órdenes del general Blanco, volviendo a España con el final de la guerra.

## Regreso a España y florecimiento de su carrera
Volvió a su oficio en la Compañía Transatlántica, y a partir del 8 de octubre de 1901 desempeñó los dos cargos de jefe de cocina y auxiliar del mayordomo inspector de bahía. 
A partir del 17 de octubre de 1907, año en el que el Rey le concedió el uso de la corona real, firmó como cocinero real. Entonces organizó y fundó la sociedad La Cocina Marítima de Socorros Mutuos de Cocineros, Reposteros, Panaderos, Despenseros y Carniceros, patrocinados por la Compañía Trasatlántica, y dirigió la revista con el mismo nombre.
Fue movido a la delegación de Cádiz por la compañía en 1909, específicamente a la sección de Fondas.
En 1911 realizó un viaje de información por orden del Marqués de Comillas, de Cádiz a Liverpool, Londres, Southampton y Hamburgo en grandes transatlánticos y hoteles de primer orden. Coincidieron estas fechas con su reconocimiento internacional como socio honorario de las Sociedades del Arte Culinario de París, Londres, Madrid, La Habana, Barcelona y Nueva York.
El 5 de febrero de 1912, dirigió en el navío Alfonso XII un banquete en Ferrol, con presencia de la Casa Real, con motivo de la botadura del acorazado España. No era la primera vez que recibía a la Corona, como denotan los autógrafos que reproduce en sus libros. Sirvió además al Ayuntamiento de Cádiz.
Fue nombrado mayordomo inspector en 1916 tras el fallecimiento de su antecesor, Gregorio Núñez, papel que desempeñaría hasta su muerte en 1919.

## Faceta escritora

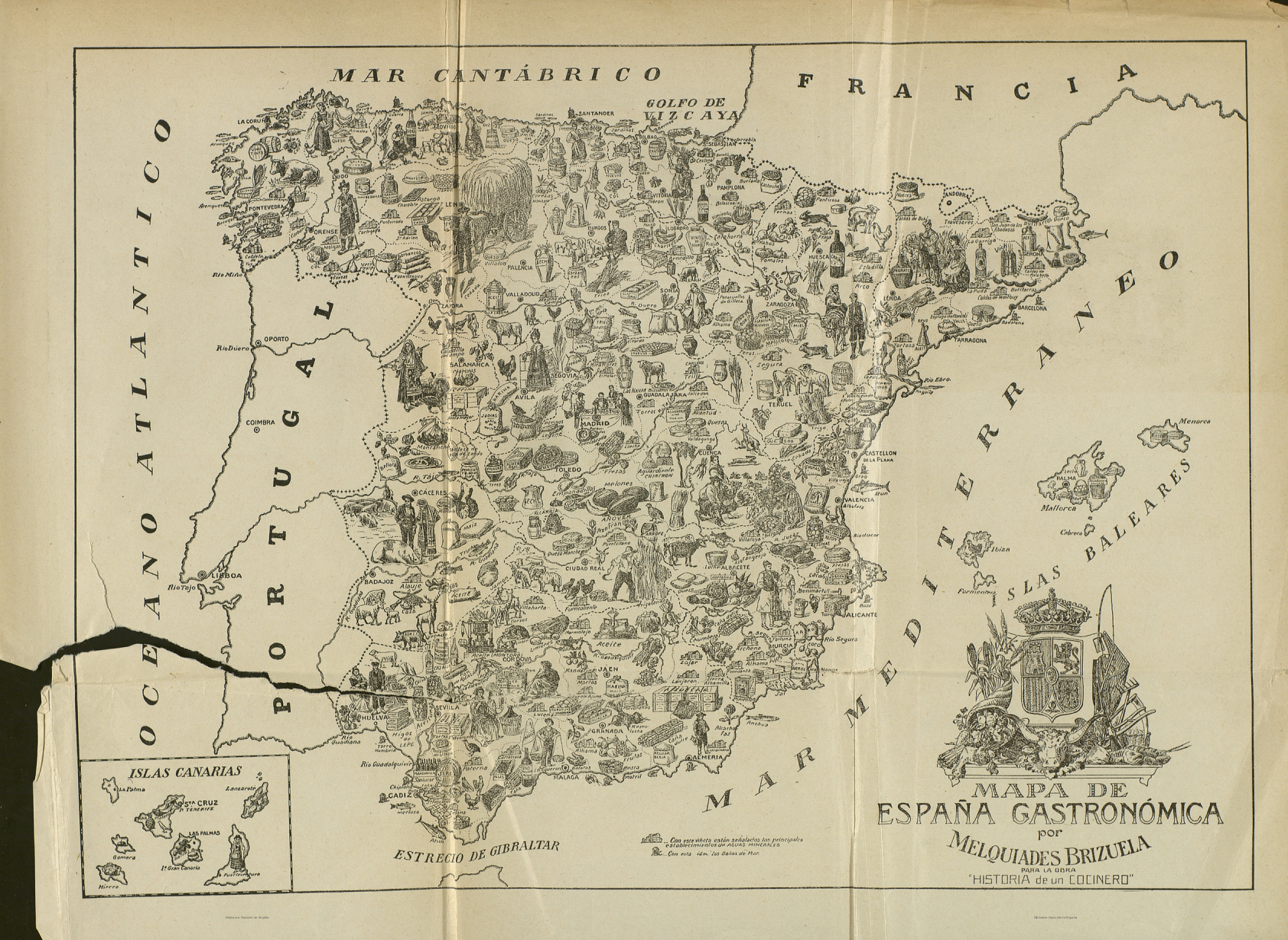
Mapa de España creado por Melquíades, en el que aparecen los platos más característicos de cada lugar, 1917.

El 2 de julio de 1902 publicó la obra Sartén y Pluma, o La cocina marítima, con 1352 recetas de cocina y pastelería, además de la noticia del servicio de restaurante de las grandes compañías marítimas y terrestres del mundo. Fue traducida a nueve idiomas, incluido el japonés, y se adquirió para la biblioteca de todas las grandes compañías extranjeras.
Dos años después, realizó una serie de viajes en transatlántico por Europa, Nueva York y San Luis.
Sus impresiones las publicó en las revistas L’Art Culinaire, de París; Il Messagero della Cucina, de Roma; La Cucina Moderna, de Génova, y El Gorro Blanco, con el título “10.000 millas por tierra y mar en 40 días”. Fue además colaborador de El Imparcial.
Cuando escribió Historia de un cocinero, consideró a la obra como una enciclopedia del oficio, ampliándose el reconocimiento mundial de su persona. En esta obra defiende el conocimiento de la cocina clásica y la especial atención que debe prestarse a los fondos y las salsas, acompañando los textos con multitud de fotografías y grabados.
En España se le reconoce como uno de los impulsores del estudio de la cocina.